# 109e méridien est
En géographie, le 109e méridien est est le méridien joignant les points de la surface de la Terre dont la longitude est égale à 109° est.

## Géographie

### Dimensions
Comme tous les autres méridiens, la longueur du 109e méridien correspond à une demi-circonférence terrestre, soit 20 003,932 km. Au niveau de l'équateur, il est distant du méridien de Greenwich de 12 134 km,.
Avec le 71e méridien ouest, il forme un grand cercle passant par les pôles géographiques terrestres.

### Régions traversées
En commençant par le pôle Nord et descendant vers le sud au pôle Sud, Le 109e méridien est passe par:
| Coordonnées           | Pays, territoire ou mer  | Notes |
| --------------------- | ------------------------ | --- |
| 90° 00′ N, 109° 00′ E | Océan Arctique           | |
| 79° 37′ N, 109° 00′ E | Mer de Laptev            | |
| 76° 44′ N, 109° 00′ E | Russie                   | Krai de Krasnoïarsk — Péninsule de Taïmyr |
| 74° 00′ N, 109° 00′ E | Golfe de Khatanga        | |
| 73° 21′ N, 109° 00′ E | Russie                   | Krai de Krasnoïarsk République de Sakha — à partir de 69° 46′ N, 109° 00′ E Oblast d'Irkoutsk — à partir de 63° 35′ N, 109° 00′ E République de Bouriatie — à partir de 56° 39′ N, 109° 00′ E Oblast d'Irkoutsk — à partir de 56° 01′ N, 109° 00′ E Republique de Bouriatie — à partir de 55° 56′ N, 109° 00′ E, passe par le Lac Baikal Kraï de Transbaïkalie — à partir de 51° 27′ N, 109° 00′ E |
| 49° 21′ N, 109° 00′ E | Mongolie                 | |
| 42° 27′ N, 109° 00′ E | Chine                    | Mongolie Intérieure Shaanxi – à partir de 38° 20′ N, 109° 00′ E Mongolie Intérieure – à partir de 38° 08′ N, 109° 00′ E Shaanxi – à partir de 37° 53′ N, 109° 00′ E, passe juste à l'est de Xi'an (à 34° 15′ N, 108° 56′ E) Chongqing – à partir de 31° 55′ N, 109° 00′ E Hubei – à partir de 30° 37′ N, 109° 00′ E Chongqing – à partir de 29° 19′ N, 109° 00′ E Guizhou – à partir de 28° 09′ N, 109° 00′ E Hunan – à partir de 27° 14′ N, 109° 00′ E Guizhou – à partir de 27° 04′ N, 109° 00′ E Guangxi – à partir de 25° 46′ N, 109° 00′ E Guizhou – à partir de 25° 42′ N, 109° 00′ E Guangxi – à partir de 25° 31′ N, 109° 00′ E |
| 21° 37′ N, 109° 00′ E | Mer de Chine méridionale | Golfe du Tonkin – passe juste à l'ouest de Île de Weizhou, Chine (à 21° 02′ N, 109° 04′ E) |
| 19° 34′ N, 109° 00′ E | Chine                    | Île Hainan |
| 18° 22′ N, 109° 00′ E | Mer de Chine méridionale | |
| 14° 49′ N, 109° 00′ E | Viêt Nam                 | Quảng Ngãi Bình Định – à partir de 14° 40′ N, 109° 00′ E Phú Yên – à partir de 13° 31′ N, 109° 00′ E Khánh Hòa – à partir de 12° 42′ N, 109° 00′ E Ninh Thuận – à partir de 11° 55′ N, 109° 00′ E |
| 11° 20′ N, 109° 00′ E | Mer de Chine méridionale | passe juste à l'est de l'île de Cù Lao Thu, Viêt Nam (à 10° 31′ N, 108° 57′ E) |
| 2° 34′ N, 109° 00′ E  | Indonésie                | Île de Serasan |
| 2° 32′ N, 109° 00′ E  | Mer de Chine méridionale | |
| 1° 17′ N, 109° 00′ E  | Indonésie                | Kalimantan occidental, sur l'île de Borneo |
| 0° 18′ N, 109° 00′ E  | Mer de Chine méridionale | passe juste à l'est des Îles Karimata, Indonésie (à 1° 36′ S, 108° 58′ E) |
| 2° 50′ S, 109° 00′ E  | Mer de Java              | |
| 6° 48′ S, 109° 00′ E  | Indonésie                | Îles de Java et Nusa Kambangan |
| 7° 46′ S, 109° 00′ E  | Océan indien             | |
| 60° 00′ S, 109° 00′ E | Océan Austral            | |
| 66° 53′ S, 109° 00′ E | Antarctique              | Territoire antarctique australien, Territoires revendiqués par l' Australie |